# Montezuma (Colorado)
Montezuma és una població dels Estats Units a l'estat de Colorado. Segons el cens del 2000 tenia 42 habitants.

## Demografia
Segons el cens del 2000, Montezuma tenia 42 habitants, 20 habitatges, i 6 famílies. La densitat de població era de 202,7 habitants per km².
Per edats la població es repartia de la següent manera: un 19% tenia menys de 18 anys, un 11,9% entre 18 i 24, un 50% entre 25 i 44, un 19% de 45 a 60 i un 0% 65 anys o més.
L'edat mediana era de 36 anys. Per cada 100 dones de 18 o més anys hi havia 161,5 homes.
La renda mediana per habitatge era de 38.750 $ i la renda mediana per família de 53.750 $. Els homes tenien una renda mediana de 36.250 $ mentre que les dones 16.250 $. La renda per capita de la població era de 31.924 $. Cap de les famílies i el 8,8% de la població estaven per davall del llindar de pobresa.

## Poblacions més properes
El següent diagrama mostra les poblacions més properes.